# WTA Swiss Indoors 2001
Il WTA Swiss Indoors 2001 è stato un torneo di tennis giocato sulla terra rossa. È stata la 1ª edizione del WTA Swiss Indoors, che fa parte della categoria Tier IV nell'ambito del WTA Tour 2001. Si è giocato a Basilea in Svizzera, dal 30 luglio al 5 agosto 2001.

## Campioni

### Singolare
Adriana Gerši ha battuto in finale  Marie-Gaïané Mikaelian con il punteggio di 6–4, 6–1

### Doppio
María José Martínez Sánchez /  Anabel Medina Garrigues hanno battuto in finale  Joannette Kruger /  Marta Marrero con il punteggio di 7–6(5), 6–2